# Xyphinus xelo
Xyphinus xelo là một loài nhện trong họ Oonopidae.
Loài này thuộc chi Xyphinus. Xyphinus xelo được Christa Deeleman-Reinhold miêu tả năm 1987.